# エル・アル航空426便ハイジャック事件
エル・アル航空426便ハイジャック事件は、1968年7月23日に発生したハイジャック事件である。
イスラエルに対する航空機ハイジャック事件の先駆けであり、エル・アル航空のハイジャックでは唯一の成功例でもあった。

## 経緯
1968年7月23日、ロンドン・ヒースロー空港発フィウミチーノ空港経由ロッド空港（ベン・グリオン国際空港）行きのイスラエル国営エル・アル航空426便（ボーイング707、乗客51人、乗員10人）が、ローマを離陸した直後に、パレスチナ解放人民戦線 (PFLP) のテロリスト3人にハイジャックされた。
犯人グループは進路を変えさせ、アルジェリアのアルジェにあるダル・アル・バヤダ空港（ウアリ・ブーメディアン空港）に機体を着陸させた。事件は第三次中東戦争の翌年の事件であり、アルジェリアはイスラエルに宣戦布告していた。
アルジェリア当局は犯行グループを保護しただけでなく、イスラエル国営のエル・アル航空がイスラエル空軍の貨物輸送も担当していたことから、エル・アル航空を準軍事組織と認定し、機体とイスラエル人乗客および乗務員22人はアルジェで人質にされた。40日に及ぶアルジェリア政府との交渉でやっとイスラエルは、機体の返還とイスラエル人の釈放を実現した。
このハイジャックの成功例は、パレスチナ人テロリストによるハイジャックの引き金であり、以降、対イスラエルのハイジャックが連鎖することになる。